# 斯特弗勒嶺
斯特弗勒嶺（英語：Staeffler Ridge）是南極洲的山嶺，位於維多利亞地，處於漢森嶺以西，以美國地質調查局的地形工程師命名，現時由南極條約體系管理。
77°20′S 162°48′E / 77.333°S 162.800°E